# Aeroportul Mopah
Aeroportul Mopah (IATA: MKQ, ICAO: WAKK) este un aeroport din Merauke, Merauke⁠(d), South Papua⁠(d), Indonezia ce deservește zona Merauke. Aeroportul a fost tranzitat în 2018 de 443.471 de pasageri.
Situat la o altitudine de 3 m, aeroportul dispune de o singură pistă.